# Modern Times (album de Bob Dylan)
Pour les articles homonymes, voir Modern Times.
Albums de Bob Dylan
The Bootleg Series Vol. 7: No Direction Home: The Soundtrack
(2005) Dylan
(2007)
Modern Times est le nom du trente-deuxième album studio du chanteur-compositeur Bob Dylan, sorti en août 2006.

## Historique
Il s'agit du troisième album consécutif de Bob Dylan à avoir été salué quasi unanimement par la critique, après Time Out of Mind (1997) et Love and Theft (2001).
Modern Times est également le premier album de Dylan à avoir atteint la première place des charts américains depuis Desire en 1976 (selon le Billboard Magazine), Dylan devenant de ce fait, à 65 ans, la personne vivante la plus âgée à avoir occupé cette place.
L'album a cependant suscité des polémiques concernant certains airs traditionnels que Bob Dylan aurait repris à son compte, ainsi que certains vers repris de l'œuvre du poète du XIXe siècle Henry Timrod, tout en s'attribuant à lui seul l'écriture des morceaux.

## Production
L'album a été enregistré avec les membres du groupe qui accompagnent Dylan en concert, notamment le bassiste Tony Garnier, le batteur George G. Receli, les guitaristes Stu Kimball et Denny Freeman, ainsi que le polyvalent Donnie Herron. Dylan a assuré lui-même la production, sous le pseudonyme « Jack Frost ». Les répétitions ont commencé fin-janvier / début-février 2006, avant de procéder à l'enregistrement dans le courant du mois de février.
Comme Love and Theft, Modern Times a été enregistré et mixé numériquement sur Pro Tools. Dylan a exprimé ses critiques face à l'enregistrement digital à Rolling Stone magazine: « On a beau faire de son mieux et combattre la technologie de mille façons, je ne connais personne qui ait enregistré un son correct dans les vingt dernières années. Les enregistrements modernes sont atroces, tous les sons sont sens dessus dessous. Rien n'est défini, ni les voix, ni rien, tout est statique. Ces morceaux sonnaient probablement dix fois mieux dans le studio lors de leur enregistrement. ». Bien que Dylan désigne comme coupable l'enregistrement digital, d'aucuns[Qui ?] estiment qu'il se trompe de cible puisque ce qu'il décrit est surtout un problème dû à la tendance de l'industrie musicale à augmenter progressivement le niveau sonore des enregistrements afin qu'ils passent à un niveau supérieur que leurs concurrents, quitte à outrepasser les normes prévues par le support. Ce phénomène entraîne une perte de la dynamique des sons, et donc une perte de la qualité des enregistrements telle que décrite par Bob Dylan, les sons se retrouvant tous plus ou moins au même niveau.

## Titres
Selon la couverture du CD, tous les titres sont écrits par Bob Dylan (y compris le traditionnel Rollin' and Tumblin').
| 1.    | Thunder on the Mountain | 5:55 |
| 2.    | Spirit on the Water     | 7:42 |
| 3.    | Rollin' and Tumblin'    | 6:01 |
| 4.    | When the Deal Goes Down | 5:04 |
| 5.    | Someday Baby            | 4:55 |
| 6.    | Workingman's Blues #2   | 6:07 |
| 7.    | Beyond the Horizon      | 5:36 |
| 8.    | Nettie Moore            | 6:52 |
| 9.    | The Levee's Gonna Break | 5:43 |
| 10.   | Ain't Talkin'           | 8:48 |
| 63:04 |                         |      |

## Musiciens
- Bob Dylan (chant, guitare, harmonica, piano)
- Tony Garnier (Basse, violoncelle)
- George G. Receli (batterie, percussions)
- Denny Freeman (guitare)
- Donnie Herron (Guitare "steel", violon, violon alto, mandoline)

## Divers
- L'album a été présenté comme faisant partie, avec Time Out of Mind et Love and Theft, d'une trilogie conceptuelle. Dylan a réfuté cette affirmation, affirmant que si trilogie il devait y avoir, c'est Love and Theft qui en serait le premier album, Time Out of Mind n'y ayant pas sa place. Par ailleurs, Dylan a exprimé son incertitude quant à la mise en chantier d'un nouvel album.
- La photo de la pochette est Taxi, New York at Night (1947), de Ted Croner. Cette photo a déjà été utilisée par le groupe Luna pour leur single Hedgehog/23 Minutes in Brussels en 1995.
- L'album a bénéficié d'une grande campagne de publicité aux États-Unis et au Royaume-Uni, ce qui est rare pour un album studio de Bob Dylan. Il fut aussi mis en valeur à l'occasion de pubs iTunes.
- La chanteuse Alicia Keys est mentionnée dans le morceau Thunder on the Mountain. Celle-ci s'est déclarée ravie que Dylan pense à elle. Cette référence a été classée deuxième dans les dix références les plus étranges, classement réalisé par le magazine Rolling Stone.